# Sariqoli
Le sariqoli est une langue iranienne parlée dans le Sud-Ouest du Xinjiang, dans les régions montagneuses du Pamir, en Chine dans la plus grande partie du Xian autonome tadjik de Taxkorgan.

## Classification
Le sariqoli fait partie du sous-groupe des langues du Pamir. À l'intérieur de celles-ci, il se range dans l'ensemble formé par les langues shughni-rushan.
Les Sariqoli font partie, en Chine, de la nationalité tadjike qui compte aussi les locuteurs du wakhi présents dans la même région. Il est donc difficile de connaître le nombre exact de Sariqoli comme le nombre de locuteurs.
Les locuteurs chinois du Sariqoli utilisent l'ouïghour et le chinois pour communiquer avec les membres d'autres groupes ethniques de la région. Quoique apparentés, le sariqoli et le wakhi ne sont pas mutuellement compréhensibles.
Une petite partie des locuteurs de la langue vit dans le secteur du Cachemire pakistanais, près de la frontière sino-pakistanaise.

## Écriture
En 1958, le linguiste Gāo Èrqiāng étudie le sariqoli en collaboration avec des linguistes tadjiks, utilisant 37 symboles de l’alphabet phonétique international pour la transcription de la langue.
Dans le dictionnaire sariqoli-han de 1996, Gāo Èrqiāng utilise un alphabet de 26 lettres et 8 digrammes basé sur le pinyin.
| Majuscules     | A   | B   | C   | D    | Dz   | E   | F   | G   | GC   | GH  | H   | HY  | I   | J    | K   | KH  | L   | M   |
| Minuscules     | a   | b   | c   | d    | dz   | e   | f   | g   | gc   | gh  | h   | hy  | i   | j    | k   | kh  | l   | m   |
| Prononciations | [a] | [b] | [x] | [d]  | [d͡z] | [e] | [f] | [ɡ] | [ɣ]  | [ʁ] | [χ] | [h] | [i] | [d͡ʒ] | [k] | [q] | [l] | [m] |
| Majuscules     | N   | O   | P   | Q    | R    | S   | SS  | T   | TS   | U   | Ü   | V   | W   | X    | Y   | Z   | ZY  | ZZ  |
| Minuscules     | n   | o   | p   | q    | r    | s   | ss  | t   | ts   | u   | ü   | v   | w   | x    | y   | z   | zy  | zz  |
| Prononciations | [n] | [o] | [p] | [t͡ʃ] | [r]  | [s] | [θ] | [t] | [t͡s] | [u] | [ɯ] | [v] | [w] | [ʃ]  | [j] | [z] | [ʒ] | [ð] |

## Phonologie
Les tableaux montrent la phonologie du sariqoli.

### Voyelles
|         | Antérieure | Centrale | Postérieure |
| ------- | ---------- | -------- | ----------- |
| Fermée  | i          |          | ɯ u         |
| Moyenne | e          |          | o           |
| Ouverte |            | a        |             |

### Consonnes
|               |               | Bilabiales | Dentales | Alvéolaires | Alvéolaires | Alvéolaires | Dorsales | Dorsales | Glottales |
| ------------- | ------------- | ---------- | -------- | ----------- | ----------- | ----------- | -------- | -------- | --------- |
| Centrales     | Latérales     | Bilabiales | Dentales | Palatales   | Vélaires    | Uvulaire    |          |          | Glottales |
| Occlusives    | Sourde        | p          |          | t           |             |             | k        | q        |           |
| Occlusives    | Sonore        | b          |          | d           |             |             | g        |          |           |
| Affriquées    | Sourde        |            |          | t͡s          |             | t͡ʃ          |          |          |           |
| Affriquées    | Sonore        |            |          | d͡z          |             | d͡ʒ          |          |          |           |
| Fricatives    | sourdes       | f          | θ        | s           |             | ʃ           | x        | χ        | h         |
| Fricatives    | sonores       | v          | ð        | z           |             | ʒ           | ɣ        | ʁ        |           |
| Nasales       | Nasales       | m          |          | n           |             |             |          |          |           |
| Liquides      | Liquides      |            |          | r           | l           |             |          |          |           |
| Semi-voyelles | Semi-voyelles | w          |          |             |             | j           |          |          |           |

## Sources
- (zh) Gawarjon (高尔锵/Gāo Èrqiāng), 塔吉克语简志/Tăjíkèyŭ jiănzhì, Beijing, Sichuan Minzu Chubanshe,‎ 1985.
- (zh) Gawarjon (高尔锵/Gāo Èrqiāng), 塔吉克汉词典/Tăjíkè-Hàn cìdiăn, Sichuan Minzu Chubanshe,‎ 1996 (ISBN 7-5409-1744-X).
- (ru) Эдельман, Д. И., et Юсуфбеков, Ш. П., Capыкoльский язык dans Языки мира. Иранские языки III. Восточноиранские языки, pp. 269-274, Moscou, Indrik, 2000  (ISBN 5-85759-107-4)